# Волконский, Николай Сергеевич (1848)
Князь Николай Сергеевич Волконский (17 [29] февраля 1848, Рязанская губерния — 22 февраля [7 марта] 1910, Москва) — земский деятель, депутат Государственной думы I и III созывов от Рязанской губернии. Во время работы в III Думе журналисты его называли Волконский 1й для того, чтобы отличать от ещё трёх представителей той же фамилии, избранных одновременно с ним.

## Биография
Родился 17 (29) февраля 1848 года в имении Зимарово Раненбургского уезда Рязанской губернии. Его отец, князь Сергей Васильевич Волконский (1819—1884), отставной подпоручик, общественный деятель эпохи реформ Александра II, мать — Надежда Петровна урождённая Колобова. В юности его учителем был молодой В. О. Ключевский. Выпускник историко-филологического факультета Московского университета, кандидат прав. С 1873 служил в Хозяйственном департаменте Министерства внутренних дел. С 1875 по 1878 чиновник при рязанском губернаторе. Сопровождал губернатора Н. С. Абазу, как главноуполномоченного Красного Креста, по тылам Дунайской армии во время русско-турецкой войны. В 1878 году вольнослушатель в Венском и Берлинском университетах. В 1874 избран гласным Рязанского губернского земства. В 1875 осуществил ревизию вспомогательных крестьянских касс в Раненбургском уезде. Имел чин действительного статского советника.
Крупный землевладелец (2200 десятин), занимался сельским хозяйством в своём имении. С 23 января 1883 женат на Анастасии Андреевне урождённой Малеванной. В семье родилось шестеро детей.
С 1891 года избирался членом губернской земской управы, а в 1897—1900 годах состоял её председателем. В 1891 году активно участвовал в борьбе с голодом в Тульской губернии. Занимался вопросами продовольствия. В 1906 году избран предводителем дворянства Сапожковского уезда Рязанской губернии. С 1899 года член Рязанской архивной ученой комиссии. Подготовил к печати и отредактировал собрание трудов А. Д. Повалишина. Публиковал статьи о земстве в журнале «Вестник Европы», газете «Русские ведомости», в «Трудах Рязанской ученой комиссии». Написал большие работы о помещичьем землевладении и финансах. Состоял членом в кружке «Беседа». Участвовал в земских съездах 1904—1905, сторонник конституционного устройства общества. На ноябрьском съезде земцев 1904 года подписал конституционную резолюцию. 29-30 октября 1905 года принял участие в совещании в Москве по обсуждению 2-го пункта Манифеста 17 октября, организованном Д. Н. Шиповым, А. И. Гучковым, М. А. Стаховичем и князем Е. Н. Трубецким. В 1905 году стоял у истоков организации «Союза 17 октября», сторонник левого крыла октябристов. С 1906 член Московского отдела Центрального комитета партии октябристов, председатель Рязанского отдела этой партии. Авторов трудов по истории земского движения в Рязанской губернии.

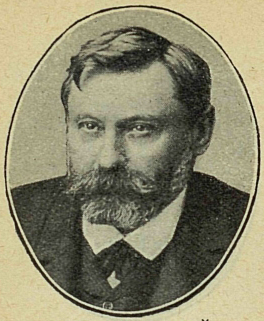
Депутат I Думы, 1906

Был избран 14 апреля 1906 года в Государственную думу I созыва от общего состава выборщиков Рязанского губернского избирательного собрания; член Аграрной комиссии. В марте 1907 года был избран в Государственный совет от Рязанского губернского земского собрания. Входил в состав группы центра. Выступил по поводу избрания комиссии по составлению Наказа, о всеобщем избирательном праве, о гражданском равенстве, об образовании парламентской комиссии о расследовании вопросов, касающихся помощи голодающему населению. 17 октября 1907, в связи с избранием в 3-ю Государственную думу отказался от членства в Государственном совете.
В Государственную думу III созыва был избран от общего состава выборщиков Рязанского губернского избирательного собрания 16 октября 1907 года. Входил во фракцию «Союза 17 октября», но был против тактики октябристов в Думе, поддерживал прогрессистов и конституционных-демократов. Член земельной комиссии, комиссий по переселенческому делу, для выработки законопроекта об изменении действующего законодательства о крестьянах, по запросам, по местному самоуправлению. Докладчик 10-го отдела по проверке прав членов Государственной думы.
Скончался 22 февраля (7 марта) 1910 года в Москве. На дополнительных выборах 9 сентября 1910 года на место Волконского членом Государственной думы от Рязанской губернии был избран октябрист А. Д. Шумахер.

## Семья
Жена — Анастасия Андреевна Малеванная. Их дети: Алексей (4.12.1883—?); Сергей (2.01.1885—?); Вера (22.05.1886—?); Владимир (—?); Ольга (1.07.1891—?); Николай (6.12.1896—?).

## Сочинения
- Условия помещичьего хозяйства при крепостном праве. — Рязань, 1898;
- Деятельность Дмитрия Дмитриевича Дашкова по народному образованию в рязанском земстве и его доклады губернскому земскому собранию за 1869-1875 (Под редакцией и с предисловием Н. С. Волконского). — Рязань, 1903;
- К вопросу о местном доступном и дешевом кредите. — Петрозаводск, б. г.
- Материалы для истории Рязанского губернского земства / С примечаниями и предисловием князя Н. С. Волконского. Ч. 1-2. — Рязань, 1903-1904.